# Justin Popović
Justin Popović, menționat uneori și Iustin Popovici, (în sârbă Јустин Поповић; n. 6 aprilie 1894, Vranje, Districtul Pčinja, Serbia – d. 7 aprilie 1979, Valjevo, RS Serbia, RSF Iugoslavia) a fost un teolog ortodox sârb, arhimandrit și duhovnic al Mănăstirii Ćelije, doctor în teologie, profesor la Facultatea de Teologie din Belgrad, expert în opera lui Dostoievski, scriitor și militant anticomunist.
La 29 aprilie 2010, a fost canonizat de Sinodul Bisericii Ortodoxe Sârbe cu titulatura Sfântul Cuvios Iustin de la Mănăstirea Ćelije și ziua de prăznuire 1 iunie.

## Biografie

### Copilăria și adolescența
Justin Popović s-a născut la 25 martie 1894 (pe stil vechi) în orașul Vranje, din sudul Serbiei, de Sărbătoarea Bunei Vestiri. La botez, a primit numele Blagoje în cinstea acestei sărbătorii creștine (Благојe (Blagoie) a derivat din Благовештење (Blagoveștenie) – „Bunăvestire”).A continuat tadiția unei familii cu șapte generații de preoți ( Popović în sârbă înseamnă „familie sau fiul unui preot”) întreruptă de tatăl său Spiridon, care a fost doar paraclisier. 
Mama sa, Anastasia, împreună cu bunica Stana care a trăit 105 ani, femei bune și credincioase îl duceau de copil la Mănăstirea Sfântului Prohor Pčinjski din apropiere, unde a fost martorul multor minuni printre care și vindecarea minunată a mamei sale (1929), care suferea la un picior, de o boală nevindecabilă prin mijloacele medicale existente la acea vreme.
A terminat școala primară din satul natal ca elev premiant și s-a înscris la Seminarul Teologic din Belgrad unde l-a avut profesor pe Nikolaj Velimirović, pe care de atunci l-a considerat sfânt și care i-a devenit duhovnic având o influență majoră asupra evoluției sale ulterioare.
De tânăr a arătat înclinare spre viața monahală. A cerut să fie călugărit după terminarea seminarului, dar s-a supus voinței părinților lui, care n-au fost de acord cu această dorință.

### Maturitatea
În 1914 a absolvit Seminarul Teologic Sf. Sava din Belgrad. În toamna aceluiași an, o dată cu izbucnirea Primului Război Mondial a făcut parte, împreună cu colegii, săi din brigada sanitară studențească ce a acționat pe lângă Spitalul Militar din Niš. Aici s-a îmbolnăvit de tifos în iarna lui 1914 și a petrecut mai mult de o lună în spitalul din Niš. La 8 ianuarie 1915 a revenit pe câmpul de luptă pentru a împărtăși tragicul destin al armatei sârbe. În aceste condiții de nesiguranță, în noaptea de Anului Nou din 1915 spre 1916, a fost tuns în monahism de Arhimandritul Veniamin Taușanovici în catedrala ortodoxă din Shkodër și a primit numele Justin după Sfântul Iustin Filosoful și Martirul.

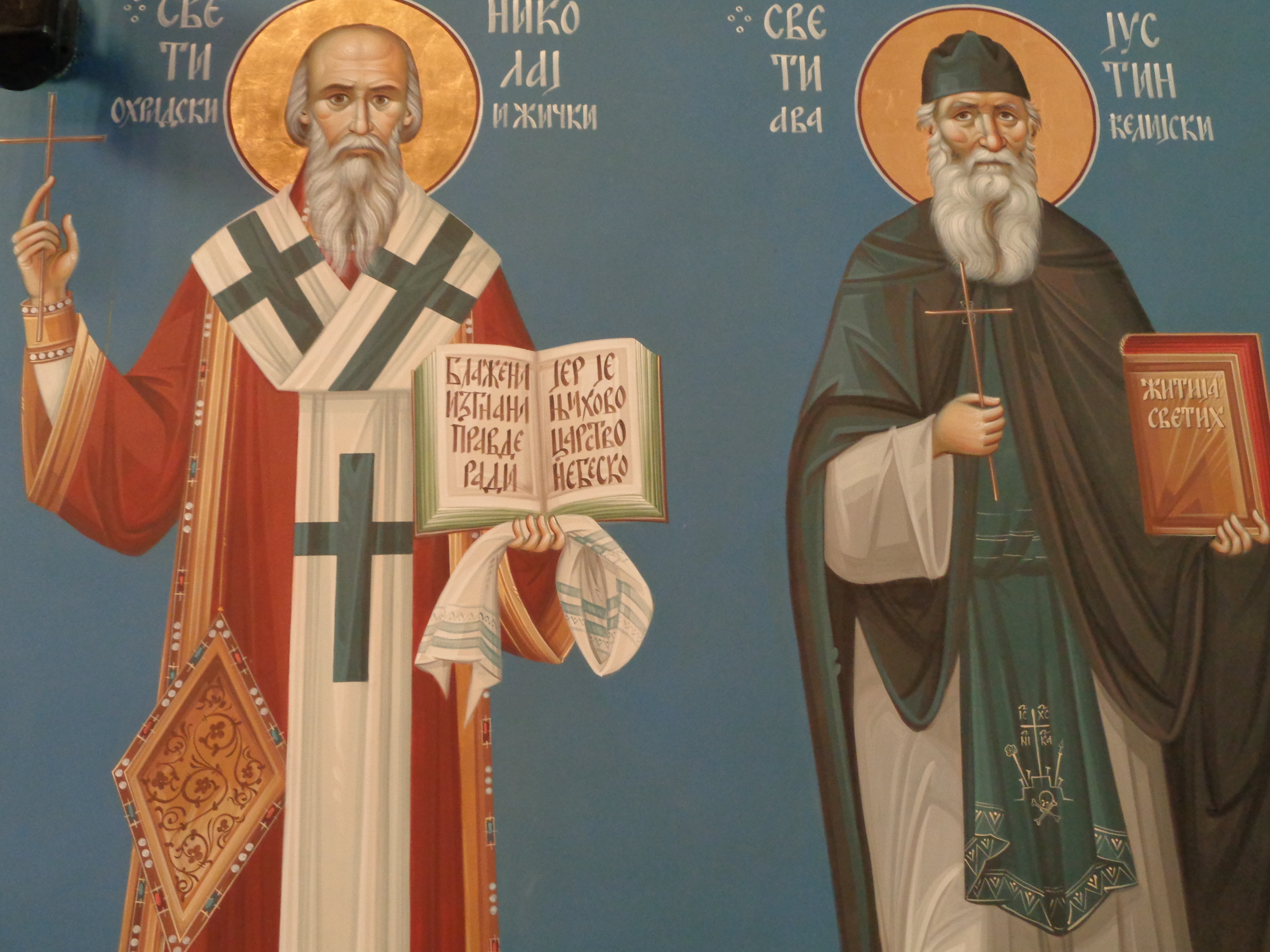
Frescele a doi teologi sârbi de seamă, Sfântul Nikolaj Velimirović și Sfântul Justin Popović

La scurt timp după intrarea în cinul monahal, mitropolitul Dimitrie (ulterior Patriarhul Serbiei 1920-1930) a obținut prin intermediul guvernului sârb, de la Aliați, aprobarea ca un grup de tineri și talentați teologi să plece în Rusia, la studii. Ca urmare până în iunie 1916 Justin Popović și-a continuat studiile la Academia Teologică din Petrograd, Rusia. Datorită situației politice tensionante, premergătoar Revoluției Bolșevice din Rusia, se îndreaptă spre Marea Britanie, unde, ajutat de Nikolaj Velimirović, se înscrie la Universitatea Oxford, ale cărei cursuri le urmează din noiembrie 1916 până în mai 1919 când își susține teza de doctorat Filozofia și religia lui F.M. Dostoievski, care conținea și critici aduse societății occidentale, a umanismului și raționalismului din cultul catolic și protestant. Fiindcă nu a acceptat să își însușească modificările cerute de comisie, teza nu a fost acceptată și la începutul verii, în anul 1919, revine în Serbia fără diploma de doctor. Lucrarea a fost publicată în 1923, când Justin Popović a devenit editorul revistei ortodoxe The Christian Life
Din septembrie 1919 și-a continuat studiile la Universitatea din Atena, unde, în 1926 și-a luat doctoratul cu teza Învățăturile Sfântului Macarie Egipteanul despre taina persoanei umane și taina cunoașterii sale.
În 1921 a fost numit profesor de Noul Testament la Seminarul „Sfântul Sava”, iar ulterior și de Dogmatică și Patrologie.
În 1922 a fost hirotonit ieromonah și s-a dedicat publicării revistei „Viața creștină”, prin intermediul căreia și-a dorit să reînoiască a viața duhovnicească a societății sârbești.

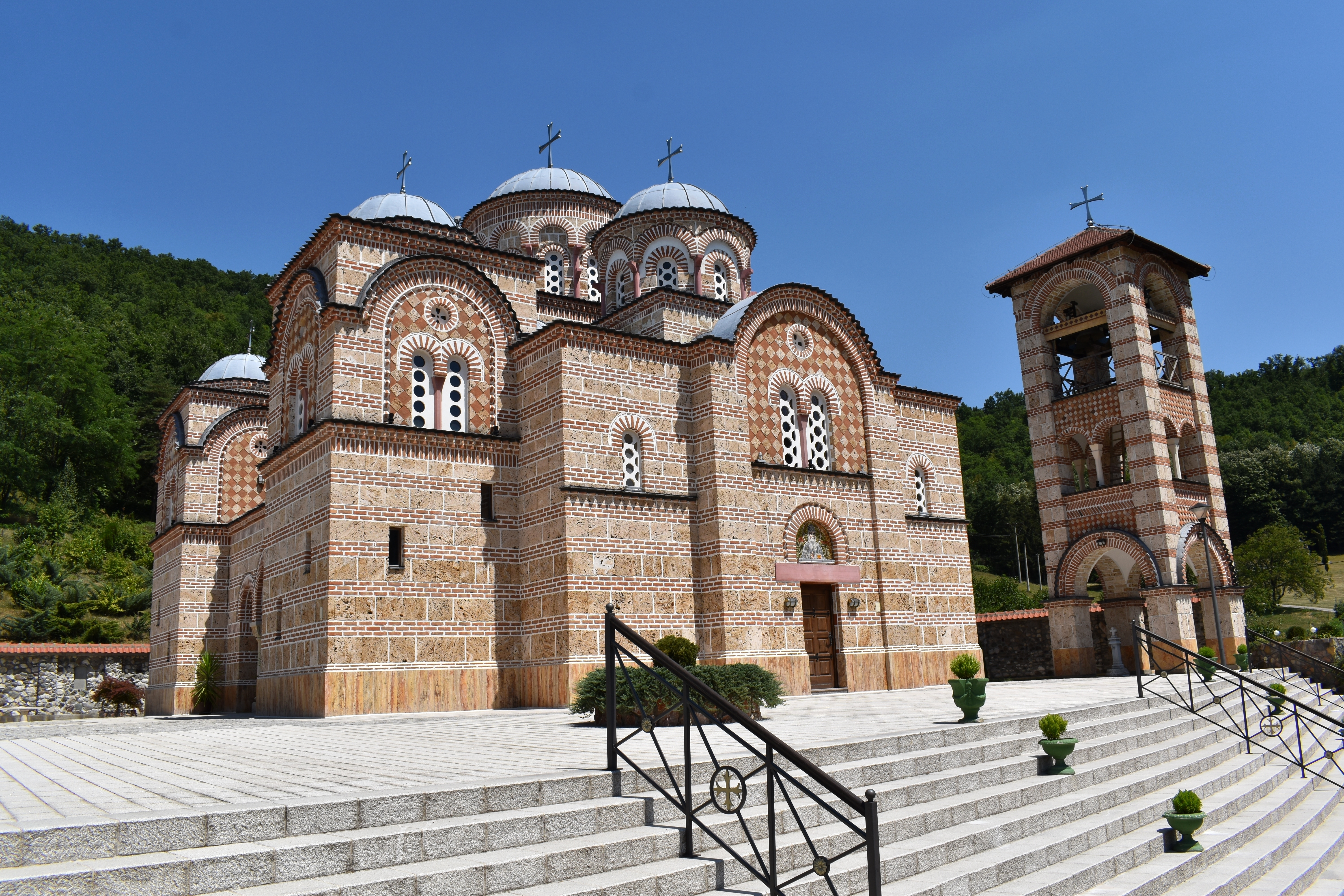
Mănăstirea Ćelije.

În martie 1927 la Seminarul teologic din Karloviț a susținut examenul profesoral cu lucrarea Gnoseologia Sfântului Isaac Sirul. A fost destituit din funcția de profesor al Seminarului din Karloviț de două ori, în 1927 și 1930, datorită atitudinii criticilor sale privitoare la devierile din societate și Biserică, publicate într-o revistă teologică. A 1928 a fost transferat la Seminarul teologic din Prizren iar în 1930 a fost trimis într-o misiune la Biserica Ortodoxă din Cehia ca însoțitor al Episcopului Iosif Țviovici al Bitoliei. În august 1932 a fost trimis ca profesor la Seminarul teologic din Bitola.
Astfel, la Seminarul din Bitola, află în jurisdicția Episcopiei de Ohrid, s-au întâlnit cei trei viitori mari sfinți, Nikolaj Velimirović, Justin Popović și Ioan Maximovici.
în 1932 va publica Dogmatica Bisericii Ortodoxe, lucrare care, printre altele, îl va propulsa la catedra universitară. În 1934 a devenit profesor de Noul Testament, Dogmatică și Patrologie la Facultatea de Teologie a Universității din Belgrad unde va preda până în 1941 când aceasta va fi închisă.
Dogmatica Bisericii Ortodoxe publicată în trei volume la Belgrad, reprezintă capodopera Sfântului Justin Popović. Primul volum (1932), scris în perioada în care era profesor la Seminarul ortodox din Bitola și cu al doilea volum (1935) tratează învățătura Bisericii Ortodoxe despre Dumnezeu-Treime și hristologia. Al treilea volum (1978) abordează problematica ecleziologiei și a pnevmatologiei.
După Al Doilea Război Mondial a fost considerat neeligibil de către guvernul comunist pentru a continua ca profesor la seminar, fiind înlăturat.
În 1946 va fi arestat de autoritățile comuniste, iar din 1948 până la moarte va petrece, ca simplu călugăr în Mănăstirea Celie, sub supravegherea organelor de securitate. Viața sa ascetică a însoțit truda la cele douăsprezece volume ale Vieților Sfinților și finalizarea Dogmaticii.

## Moștenire

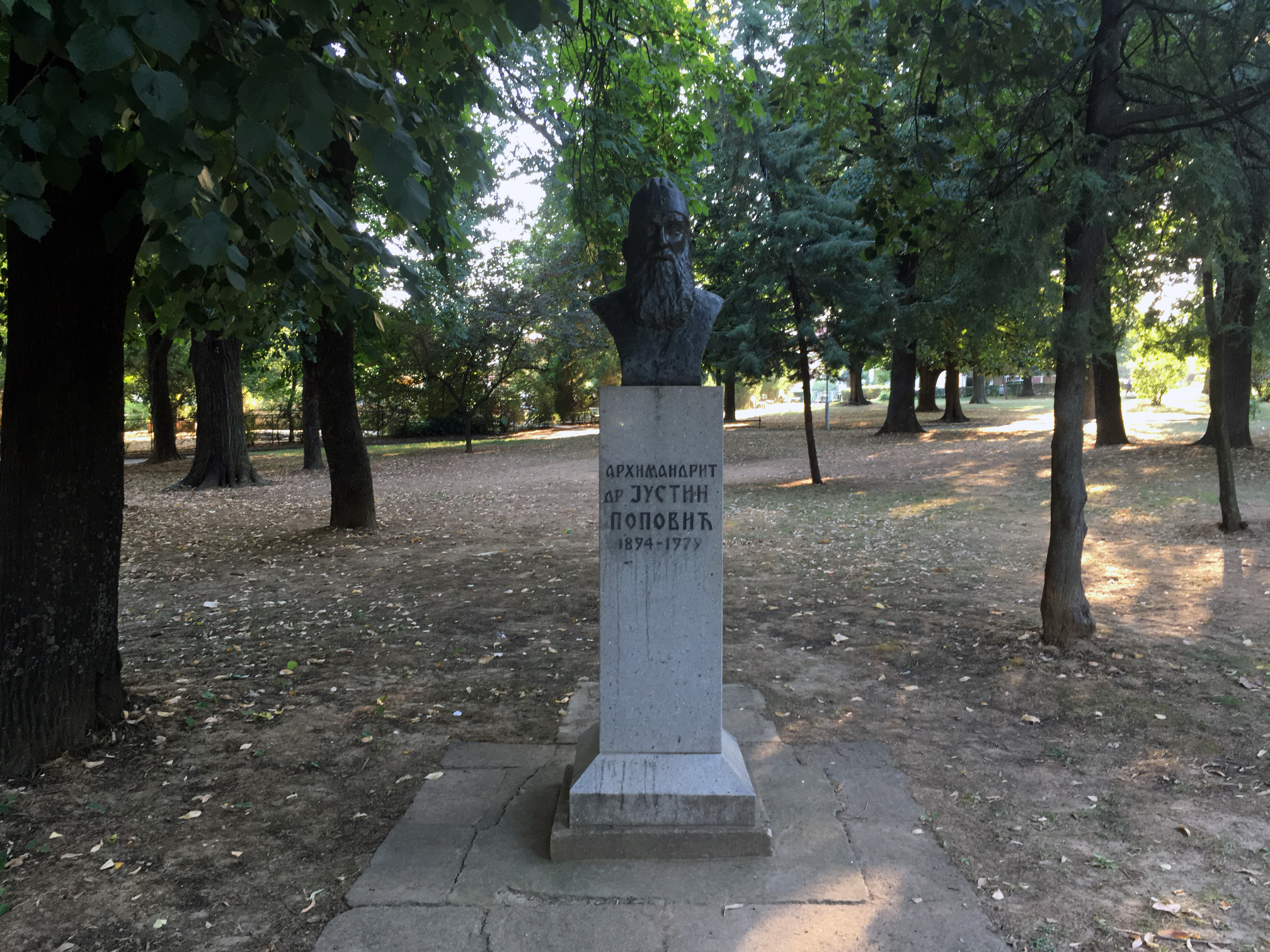
Un bust al lui Popović în Vranje

Patriarhul Porfirie al Serbiei l-a considerat pe Justin Popović unul dintre cei mai importanți trei teologi sârbi recunoscuți internațional alături de Sf. Nikolaj Velimirović și episcopul Atanasie Jevtić.
Ilie Cleopa de la Mănăstirea Sihăstria l-a cunoscut și prețuit pe Justin Popović așa încât, când s-au văzut, i-a mărturisit gândul său de a pleca în Sfântul Munte Athos. Acesta l-a sfătuit să rămână în țară fiindcă „dacă te duci în Sfântul Munte, mai adaugi o floare la buchetul de flori din Muntele Athos și te rogi numai pentru sfinția ta. Iar dacă rămâi în țară, stai înaintea credincioșilor, înveți pe mulți calea mântuirii, propovăduiești pe Hristos, crești ucenici și te mântuiești și pe sfinția ta și pe alții.” Părintele Cleopa a ascultat sfatul și cuvântul Sf. Justin Popović s-a împlinit, fiindcă Biserica ortodoxă română, în anul 2024 l-a trecut pe părintele Cleopa în rândul sfinților.

## Cronologie
- 6 aprilie1894 (25 martie pe stil vechi) s-a născut Blagoje Popovici
- 1914 a absolvit Seminarul Teologic Sf. Sava din Belgrad
- 1914-1916 a participat la cel de-Al Doilea Război Mondial în brigada sanitară
- 1916 student la Academia Teologică din Petrograd
- 1916-1919 student la Universitatea Oxford
- 1919 și-a continuat studiile la Universitatea din Atena
- 1922 hirotonit ieromonah
- 1928 profesor la Seminarul teologic din Prizren
- 1930 trimis în misiune la Biserica Ortodoxă din Cehia
- 1932 profesor la Seminarul teologic din Bitola, publică primul volum din Dogmatica Bisericii Ortodoxe
- 1934-1941 profesor de Noul Testament, Dogmatică și Patrologie la Facultatea de Teologie a Universității din Belgrad
- 1946 arestat de autoritățile comuniste
- 1948 -1979 condamnat cu arest la domiciliu, a trăit ultima parte a vieții ca simplu monah în Mănăstirea Celie
- 6 aprilie 1979 (25 martie pe stil vechi) a trecut la cele veșnice.
- 2010 a fost canonizat de Sinodul Bisericii Ortodoxe Sârbe sub numele „Sfântul Cuvios Iustin de la Mănăstirea Ćelije”

## Opera
Sfântul Justin Popović este unul dintre cei mai prolifici scriitori bisericești din istoria creștinismului publicând peste 40 de volume, dintre care 30 în sârbă. O parte din elele au fost în greacă, franceză, engleză etc.
- Filosofia și religia lui F.M. Dostoievski, Sremski Karlovaț, 1923;
- Dogmatica Bisericii Ortodoxe, 3 volume, Belgrad 1932, 1935, 1978;
- Dostoievski despre Europa și slavism, Belgrad, 1940;
- Svetosavlie ca filosofia vieții, München, 1953;
- Abisuri filosofice, München, 1957;
- Viețile Sfinților 12 volume, Belgrad, 1972-1977;
- Biserica Ortodoxă și ecumenismul, Tesalonic, 1974;
- Calea cunoașterii lui Dumnezeu, Belgrad, 1987.

## Publicații în română despre Justin Popović
- Sfântul Iustin Popovici - Viața și minunile[16]

## Materiale accesibile on-line
- Omilie la Sărbătoarea Tăierii Capului Sfântului Ioan, Slăvitul Prooroc, Înaintemergător și Botezătorul Domnului
- La convocarea Marelui Sinod al Bisericii Ortodoxe
- „A Doe in Paradise Lost – Confession of a Doe”
- Papismul ca cel mai vechi protestantism .
- Lectură ortodoxă a lui Martin Luther: Protestantismul ca panerezie după Sfântul Iustin Popović
- Photos of St. Justin Popovich
- Ава Јустин - филм
- Din memoriile lui Dusan Vasilevici, cu fotografii
- Din memoriile lui Dusan Vasilevici